# Скарга — це подарунок. Як зберегти лояльність клієнтів
Скарга — це подарунок. Як зберегти лояльність клієнтів (англ. Complaint Is a Gift) — книжка докторки наук Університету філософських досліджень Джанель Барлоу та засновника TMI та Claus Mller Consulting Клауса Мьоллера. Перша публікація книги датується 2005 р. 2017 року перекладена українською мовою видавництвом «Наш формат» (перекладач — Валерія Глінка).

## Огляд книги
На перший погляд скарги та невдоволення клієнтів — найнеприємніша ділянка роботи компанії. Автори репрезентують революційний підхід до скарг клієнтів як цінного механізму відгуків, що допомагає організаціям швидко та незатратно покращити продукти, послуги та позиції на ринку.
Наводячи велику кількість прикладів з життя, автори пояснюють як:
- направити скарги в правильне русло, принести користь компанії та задоволення клієнту навіть у разі відмови;
- отримувати та відповідати на інтернет-скарги;
- вирішувати скарги, адресовані особисто;
- ефективно, конструктивно та результативно передавати скарги.

Автори виокремлюють 8 етапів роботи зі скаргами, починаючи з подяки за скаргу та завершуючи попередженням та недопущенням виникнення схожих ситуацій в майбутньому.
Книга насичена практичними підходами, інструментами та стратегіями ефективної та взаємовигідної співпраці з клієнтами, стане цікавою та корисною для керівників різного рівня, а також тих, хто важко переживає критику з боку інших.

## Переклад українською
- Барлоу Джанель, Мьоллер Клаус. Скарга — це подарунок. Як зберегти лояльність клієнтів / пер. Дмитро Кожедуб. К.: Наш Формат, 2017. — 280 с. — ISBN 978-617-7513-81-9